# 黒沢愛
黒沢 愛（くろさわ あい、1982年12月24日 - ）は、日本の元AV女優、元ストリッパー。
滋賀県出身。オフィスブーム、東洋ショー劇場所属。

## 来歴・人物
2001年にアリスJAPAN専属女優として『恋の風景』でAVデビューした。同年からストリッパーとしても活動を始めた。
2002年に東京スポーツ映画大賞 第2回ビートたけしのエンターテインメント賞主演AV女優賞を受賞した。
2006年1月、『黒沢愛のHで過激なスゴロクの旅!!』（SODクリエイト）の発売をもってAV女優を引退し、ストリッパー業に専念した。
2007年8月、『復活の女神』（クリスタル映像）でAV女優として復帰した。
2008年8月にストリップを引退した。

## 作品

### アダルトビデオ
2001年
- 恋の風景［レンタル］ / ラブシーン［セル］（4月25日［レンタル］ / 8月24日［セル］、アリスJAPAN）※デビュー作
- えっちしようよ（5月25日［レンタル］ / 11月22日［セル］、アリスJAPAN）
- むにゅむにゅばる〜ん［レンタル］ / えっちしようよ［セル］（6月26日［レンタル］ / 11月22日［セル］、アリスJAPAN）
- 制服人形（8月24日、アリスJAPAN）
- 爆乳ダイナマイト（10月7日、宇宙企画（メディアステーション））
- ChiChi-Mix（11月14日、宇宙企画）他出演:市井静香、星野くるみ
- コスプレでいこう！［レンタル］ / 黒沢愛[アニメコスプレ]［セル］（12月14日［レンタル］ / 2002年3月22日［セル］、VIP）

2002年
- 黒愛（1月31日［レンタル］ / 2月22日［セル］、VIP）
- 逆ソープ天国（3月22日［レンタル］ / 4月19日［セル］、アリスJAPAN）
- 猥褻モデル（6月21日、アリスJAPAN）
- 報復のハメ撮り師 必撮！ 仕置人（7月22日、ジャンク）共演:くらもとまい、星川みなみ
- ウェディングエロス（8月30日、アリスJAPAN）
- 南極2号 黒沢愛［レンタル］ / STARS!! 黒沢愛［セル］（12月20日、KUKI）

2003年
- 淫珠夫人（2月24日、アトラス21）
- COS-PARA（3月24日、アトラス21）
- 生贄（4月18日、VIP）
- 黒沢愛を調教します!!（4月25日、VIP）
- 黒沢愛 FREAK（5月16日、アトラス21）
- 蔵出し（6月20日、VIP）他出演:大空あすか、薫桜子、秋吉志帆
- 黒沢愛の催眠FUCK（6月20日、メディアステーション）
- 政界レズビアン 女戒（9月19日、アリスJAPAN）共演:愛染恭子、清水ひとみ、川奈まり子
- It's show time Vol.1（12月4日、SODクリエイト）共演:春菜まい、宝来みゆき
- It's show time Vol.2（12月4日、SODクリエイト）共演:春菜まい、宝来みゆき

2004年
- 「超」ヤリまくり!イキまくり! 24時間ドリームタッグ!! part1〜いつでもどこでもSEX&大乱交DX〜（4月3日、SODクリエイト）共演:長谷川いずみ
- 「超」ヤリまくり!イキまくり! 24時間ドリームタッグ!! part2〜いつでもどこでもぶっかけ&スペレズDX〜（4月3日、SODクリエイト）共演:長谷川いずみ
- 元祖デマンドの種 アダルトバラエティ決定版（5月3日、SODクリエイト）他出演:夏目ナナ、坂下麻衣、天使美樹、桜井彩美、田村麻衣、ミュウ、ナンシー、千堂まこと、林葉直子（特別出演）
- 黒沢愛＆坂下麻衣 Wファン感謝デー2days バトルトーナメント（5月20日、SODクリエイト）共演:坂下麻衣
- 黒沢愛＆坂下麻衣 Wファン感謝デー2daysバトルトーナメント プレミアムコレクション（5月20日、SODクリエイト）共演 坂下麻衣
- デジタルモザイクVol.051 黒沢愛 Special（10月1日、MOODYZ）
- オレの彼女、黒沢愛。（11月1日、MOODYZ）
- 女教師愛の妄想ハイスクール（12月1日、MOODYZ）

2005年
- 巨乳ママ、癒しの家族サービス（1月1日、MOODYZ）
- ドリームウーマン×ザーメン酔拳DX7（2月15日、MOODYZ）
- 夢の二股生活 〜年上ナースと年下女子校生のカノジョ〜（3月15日、MOODYZ）共演:沢口あすか
- 黒人とセックス、デジタルモザイク（4月15日、MOODYZ）
- 淫乳セクレタリー 巨乳秘書との禁断のオフィスライフ（5月13日、MOODYZ）
- 黒人と痴女と乱交（6月1日、MOODYZ）共演 COCOLO
- 男汁バイキング3（7月1日、MOODYZ）
- 明るい乳淫医療（8月1日、MOODYZ）
- マンコマニアックス（9月1日、MOODYZ）
- 美女と黒人 デジタルモザイク Special（9月1日、MOODYZ）
- 騎乗位ハメ狂い（9月13日、MOODYZ）
- Ai-dol 〜愛のMemorial Sex〜（10月1日、MOODYZ）
- 憧れの女教師（10月13日、MOODYZ）
- ハイパーマジックミラー号 2005年湘南逆ナンパ編（10月20日、ディープス）共演:君嶋もえ、早乙女みなき、HARUKA
- 爆乳×スーツの女（11月1日、MOODYZ）

2006年
- 豊乳水着Girl（1月1日、MOODYZ）
- 黒沢愛のHで過激なスゴロクの旅!!（1月19日、SODクリエイト）※一度目の引退作
- パイズリ（2月13日、MOODYZ）
- ザーメンまみれ（2月13日、MOODYZ）
- ハイパーデジタルモザイク あの娘のセックスをもう1度スペシャル2（9月1日、MOODYZ）
- 痴漢猥褻男（12月7日、アイエナジー）他出演 北川絵美、@YOU、三津なつみ、上原留華、中野美奈、唯川純、姫野りむ、元村あゆみ

2007年
- 復活の女神（8月24日、クリスタル映像）※復活作
- 超絶品ボディ4時間2（9月13日、MOODYZ）
- 爆乳ソープへいらっしゃい（9月28日、クリスタル映像）
- FETISH LOVE（10月26日、クリスタル映像）
- 爆乳家庭教師（11月30日、クリスタル映像）
- PRIVATE（12月7日、クリスタル映像）

2008年
- 完全ファイル（1月11日、クリスタル映像）
- ハイパーデジタルモザイク 黒沢愛4時間（2月13日、MOODYZ）
- Super Re-MIX 黒沢愛 THE BEST 大総集編（6月27日、クリスタル映像）

2011年
- STAR FILE 黒沢愛（3月13日、スターゲート）

### オリジナルビデオ
- 報復のハメ撮り師 必撮!仕置人（2001年、TMC）共演:くらもとまい、星川みなみ
- ノーパン女教師（2002年、GPミュージアム）
- 教習所のお姉さん ひとみ（2003年、GPミュージアム）
- 人気番組パロディ総集編 淫殺!お仕置人（2004年9月24日、TMC）
- マグマのごとく（2004年10月22日、フルメディア）敦子役[4]
- ウォーターメロン（2005年1月21日、フルメディア）主演:紅月ルナ、小沢和義、高見あゆみ、山本浩司
- あさってDANCEVol.1 美女と遺産篇（2006年4月26日、エイベックス）共演：松田洋昌、星野あかり、山本早織、のはら歩、鈴木Q太郎 他
- あさってDANCEVol.2 魔性の女たち篇（2006年4月26日、エイベックス）共演:松田洋昌川村亜紀山本早織、のはら歩、鈴木Q太郎他
- あさってDANCE Vol.3 浮気と本気のエッチ篇（2006年4月26日、エイベックス）共演:松田洋昌、川村亜紀、山本早織、のはら歩、鈴木Q太郎他
- あさってDANCE Vol.4 愛と欲望の旅だち篇（2006年4月26日、エイベックス）共演:松田洋昌、川村亜紀、のはら歩、山本早織、鈴木Q太郎他
- チャコの百年カレー（2006年、ネクスタシー）
- お願い許して… 汚された白衣（2007年12月25日、GPミュージアム）

### 写真集
- love scene（2001年5月、双葉社）ISBN 978-4575292244
- a-un（2002年2月、英知出版）ISBN 978-4754215194
- vita003（2002年11月、ぶんか社）ISBN 978-4821124831